# (470599) 2008 OG19
(470599) 2008 OG19, também escrito como (470599) 2008 OG19, é um corpo menor que está localizado no disco disperso, uma região do Sistema Solar. Ele possui uma magnitude absoluta de 4,6 e tem um diâmetro com cerca de 529 km. 2008 OG19 é um candidato com possível chance de aumentar a lista oficial de planetas anões.

## Descoberta
(470599) 2008 OG19 foi descoberto no dia 30 de julho de 2008 a partir do Observatório Palomar. Já foram realizadas 27 observações do mesmo a partir do ano de 2008.

## Órbita
A órbita de (470599) 2008 OG19 tem uma excentricidade de 0,417 e possui um semieixo maior de 66,174 UA. O seu periélio leva o mesmo a uma distância de 38,575 UA em relação ao Sol e seu afélio a 93,773 UA.